# 特雷弗·莫利
特雷弗·威廉·莫利（英語：Trevor William Morley，1961年3月20日—）是一名英格蘭足球運動員及足球評論員。 
特雷弗·莫利球員時代司職前鋒，曾為曼城和韋斯咸在頂級聯賽上陣。 他還效力英格蘭足球聯賽球會諾咸頓和雷丁，以及挪威球會白蘭恩和桑恩達。他職業生涯在非聯賽球隊紐尼頓開始。
他現在居住在挪威，並在TV 2擔任足球評論員。他還曾擔任挪威五級聯賽球隊SK卑爾根斯巴達的領隊。

## 球員生涯

### 非聯賽球會
莫利是一名前諾定咸森林球員的兒子，十幾歲時被打比郡拒諸門外 。因而被迫效力非聯賽球會科比鎮和紐尼頓，並為紐尼頓於1982年贏得英格蘭足球南部聯賽冠軍。

### 諾咸頓
1985年夏天，莫利以20,000英鎊的身價轉會至諾咸頓，並於1985年8月17日首次上陣對般尼。領隊格雷咸·卡爾從紐尼頓轉會到諾咸頓之後，並帶著莫利和艾迪·麥高卓克一同轉會至諾咸頓。莫利成為諾咸頓隊長，他們以9分的優勢贏得1986-87年丁組聯賽冠軍。

### 曼城
在為諾咸頓出場139場射入39個聯賽入球後，莫利於1988年1月被曼城領隊梅爾·馬欽簽下，這是東尼·艾德考克轉會到諾咸頓的交換協議的一部分。這筆交易對莫利的估值為235,000英鎊。1988年1月23日，他在主場2-0 負於阿士東維拉的比賽中，首次代表曼城出場。他為曼城射入18個聯賽入球，包括在1988-89賽季最後一天對巴拉福特扳平的入球，這意味著曼城贏得晉級甲組聯賽，領先水晶宮一分。1989年9月23日，他在甲級聯賽以5-1戰勝曼聯的著名打比戰中射入以2-0為曼城領先的一球。當領隊馬欽被曼城主席彼得·斯韋爾斯解僱時，他的繼任者侯活·簡度認為莫利在他的球隊沒有適合的位置。

### 韋斯咸
於1989年底由韋斯咸領隊盧·馬卡利簽下，莫利與隊友伊恩·比索一同從曼城轉會至烏普頓公園加盟韋斯咸，而馬克·獲特則轉會至曼城。莫利的價值為450,000英鎊。1989年12月30日，莫利與比索一同在對李斯特城的比賽首次上陣。他的首個入球是於1990年1月20日，作客以2-1戰勝侯城的比賽射入。莫利是韋斯咸的頭號射手，在1990-91賽季的48場比賽中射入17球，因此他們在乙組聯賽中獲得亞軍，僅次於奧咸而升上甲組聯賽。接下來的一個賽季，莫利上陣32場，只射入5球。莫利於1991年3月被妻子刺傷後，從3月到1991年4月10日期間缺席8場聯賽。領隊比利·邦士，在一個艱難的賽季，經常只可使用米克·斯莫爾和佳夫·艾倫作為球隊的主力前鋒，因此韋斯咸在甲組聯賽中排名墊底完成賽季。在1992-93賽季，韋斯咸重新回到英格蘭乙組聯賽，莫利卻再次展現光芒。他再次成為最佳神射手，在49場比賽中射入22球，韋斯咸再次升上頂級聯賽，這一次是英超聯賽，而當屆冠軍是紐卡素。本賽季，莫利作為韋斯咸唯一被罰出場的球員。在英意盃的主場對雷焦安納的比賽受到吉安盧卡·法蘭斯哥利的粗暴對待，莫利因而踢對方球員，被紅牌罰出場。他的停賽只適用於英意盃的賽事。1993年8月18日，隨著韋斯咸重回英格蘭足球頂級聯賽，莫利作客以2-0戰勝布力般的比賽中射入他的首個英超入球，這場比賽也是李·卓文和大衛·巴路士以及米克·馬殊的首次上陣，他們都是在朱利安·迪斯離開韋斯咸加入利物浦後加盟。在他們的首個英超賽季中，韋斯咸以第13名的成績完成賽季，莫利再次成為球隊的首席射手，這次他在49場比賽中射入16球。本賽季莫利的其他重要入球包括在主場以1-0擊敗車路士、主場以2-2與曼聯媾和、作客以4-1戰勝熱刺和作客以2-0戰勝阿仙奴。在1994-95賽季，莫利在16場比賽中完全沒有入球。由於入球變成由東尼·葛地和中場球員當·赫捷臣包辦，莫利得到允許離開球會，他的最後一場為韋斯咸上陣的比賽是在1995年5月14日，即該賽季的最後一場比賽，在主場以1-1與曼聯握手言和。本來需要一場勝利才能獲得1994–95賽季英格蘭超級聯賽冠軍的曼聯卻只能賽和韋斯咸，將冠軍拱手交給布力般。莫利為韋斯咸一共上陣215場的聯賽和盃賽中射入70球。他於1994年被選為韋斯咸該年度最佳球員。

### 雷丁
在1995年夏天加入雷丁之前，莫利第三季於夏天借用給白蘭恩。1996年，莫利在對陣樸茨茅夫的比賽中頭部嚴重受傷。被喬恩·吉滕斯手肘打到，莫利的額頭凹陷，一塊碎骨進入他的眼睛。他的右眉上方有一處凹陷性骨折。受傷需要以四十個訂書釘縫合，要進行包括面部重建在內的大量手術，住院四天，並在他的頭骨中插入六塊金屬板，這些金屬板將在他的餘生中留在頭顱內。莫利成為雷丁1996-97賽季最佳球員。1997年11月，他在艾蘭路球場射入令人難忘的最後一球，將英超球隊列斯聯淘汰出聯賽盃，並將雷丁帶入半準決賽。他還於1998年為桑恩達效力。

## 個人生活
莫利於1991年被他的妻子刺傷，莫利後來推測妻子是虛假指控他與朋友和隊友伊恩·比索發生同性戀關係的幕後黑手。莫利說：“關於我是同性戀的謠言讓我死了一段時間。我沒有反對同性戀——我現在有同性戀朋友——但當你不是同性戀時被稱為同性戀並不好。羅賓·威廉斯有多少次要出來告訴世界他不是同性戀？你說得越多，就越有人開始相信這是真的……這些謠言摧毀我的足球生涯一段時間。我會從球場躲起來。我不想在那裡……聽到一些很難接受的韋斯咸球迷對同性戀評論。”
莫利後來在挪威為阿仙奴做了一段時期的球探，並於2000年在挪威第五級聯賽球會SK卑爾根斯巴達擔任領隊一職。
莫利目前住在挪威，在那裡他經營著一個牟利機構為成瘾者提供庇護所，並在TV 2擔任足球評論員。

## 外部連結
- The Wonderful World of West Ham statistics （页面存档备份，存于）
- Statistics at Soccerbase.com[]
- Hogg, Tony. . Profile Sports Media. 2005: 148. ISBN 1-903135-50-8.